# Кибби, Гай
Гай Кибби (англ. Guy Kibbee), полное имя Гай Бриджес Кибби (англ. Guy Bridges Kibbee) (6 марта 1882 года — 24 мая 1956 года) — американский актёр театра и кино, более всего известный по ролям в фильмах 1930-40-х годов.
За время своей карьеры Кибби сыграл более чем в 100 фильмах, среди них такие картины, как «Городские улицы» (1931), «Безумная блондинка» (1931), «Две секунды» (1932), «Дождь» (1932), «Золотоискатели 1933-го года» (1933), «Парад в свете рампы» (1933), «42-я улица» (1933), «Леди на один день» (1933), «Одиссея капитана Блада» (1935), «Три товарища» (1938), «Мистер Смит едет в Вашингтон» (1939), «Всё началось с Евы» (1941), «Форт Апачи» (1948) и «Три крёстных отца» (1948).

## Ранние годы и начало карьеры
Гай Кибби родился 6 марта 1882 года в Эль-Пасо, Техас, третьим в семье, где было шесть сыновей и дочь. Его отец был издателем небольших газет в Эль-Пасо, Техас, и Розуэлле, Нью-Мексико.
Ещё в подростковом возрасте Гай ушёл из дома и начал играть на речных кораблях, курсирующих на Миссисипи. В 1899 году Гай занимался в школе ораторского мастерства, после чего начал работать в театре заведующим реквизитом, часто подменяя других актёров. На протяжении последующих десятилетий Кибби успел поиграть в труппах Сан-Франциско, Портленда, Денвера, Солт-Лейк-Сити, Линкольна (Небраска), Шривпорта (Луизиана) и Уичито (Канзас). По словам Клиффа Алиперти, «Кибби играл повсюду, взяв паузу только на четыре года (вероятно, сразу после своего первого брака в 1918 году), когда он управлял собственной типографией в Сан-Франциско».
Кибби вспоминал, как в 1921 году он отправился на Бродвей вместе с актёром Хью О’Коннеллом: «Там нам предлагали лишь маленькие роли. О’Коннелл решил попробовать себя и добился успеха. Я решил остаться в репертуарном театре, где меня знали, и я всегда мог получить работу». Лишь в 1930 году Кибби дебютировал на Бродвее в спектакле «Любовная песня». Рецензируя этот спектакль, известный театральный критик Уорд Морхаус назвал Кибби «выдающимся талантом», а критик Артур Поллок в своей рецензии в Brooklyn Daily Eagle выразился просто: «Он восхитителен».

## Карьера в кино
По мотивам пьесы «Любовная песня» в Голливуде была поставлена мелодрама «Смеющиеся грешники» (1931) с Джоан Кроуфорд и Кларком Гейблом в главных ролях. Кибби же был приглашён сыграть в этом фильме свою роль из театральной постановки, только в усечённом объёме.
По словам Алиперти, к моменту появления в Голливуде Кибби «было уже далеко за 40, а выглядел он так, как будто ему за 50». Тем не менее, уже в 1931 году помимо «Смеющихся грешников» он сыграл в криминальной комедии «Безумная блондинка» (1931) с Джеймсом Кэгни и Сильвией Сидни в роли пары мошенников, которая подставляет героя Кибби на встрече с проституткой, после чего вымогает из него деньги. В том же году Кибби сыграл коварного телохранителя гангстера и отца героини (снова Сидни) в криминальной мелодраме «Городские улицы» (1931) с Гэри Купером в главной роли. Автор рецензии в «Нью-Йорк Таймс» отметил «сильную игру» Кибби в этом фильме.

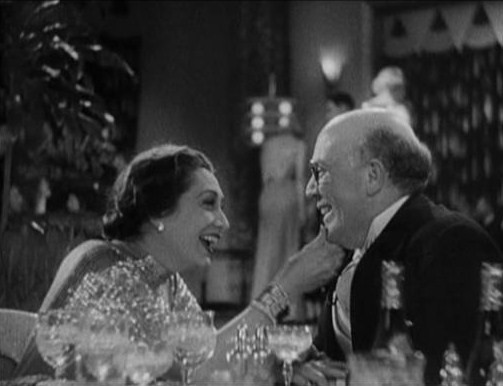
Гай Кибби и Алин Макмагон в трейлере фильма «Золотоискатели 1933 года» (1933)

В том же году Кибби подписал контракт с компанией Warner Brothers, став членом так называемой «актёрской труппы Warners», группы постоянно занятых актёров и актрис, которые играли во многих мюзиклах и гангстерских фильмах студии. По словам Эриксона, Кибби стал одним из самых востребованных актёров Warner Bros. Он сыграл глупого кандидата в губернаторы в комедии «Тёмная лошадка» (1932) с Уорреном Уильямом и Бетт Дейвис, папика в мюзикле «42-я улица» (1933) и чванливого юриста с тайной слабостью к шоу-гёрлз в мюзикле «Золотоискатели 1933-го года» (1933), снова с Уильямом в главной роли. Кибби также сыграл небольшие роли букмекера в криминальной драме «Две секунды» (1932) с Эдвардом Робинсоном и пожилого таксиста — в криминальной мелодраме «Такси!» (1932) с Кэгни. Кроме того, Кибби появился в роли владельца гостиницы в мелодраме «Дождь» (1932) по рассказу Сомерсета Моэма с Джоан Кроуфорд в главной роли, мюзикле «Парад в свете рампы» (1933) с Кэгни и в комедии «Леди на один день» (1933) снова с Уорреном, где сыграл бильярдного мошенника, который выдаёт себя за благородного судью.

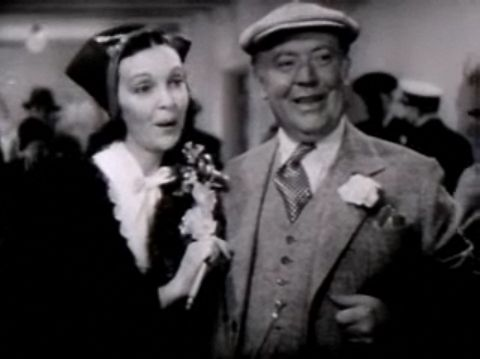
Сейзу Питтс и Гай Кибби в трейлере фильма «Становясь снобом» (1935)

В 1934 году Кибби сыграл одну из редких для себя главных ролей, создав образ заглавного персонажа в фильме «Бэббитт» (1934) по сатирическому роману Синклера Льюиса о жизни в провинциальном американском городке. По словам Брюса Эдера, Кибби сыграл глупого, ограниченного торговца недвижимостью, которой живёт скучной, благочинной жизнью среднего класса, пока не попадает в руки нечестных политиканов, мошенников и шантажистов. По мнению Эдера, Кибби «абсолютно идеально справился с ролью дубиноголового главного героя в истории средне-американского лицемерия. Джордж Бэббитт в исполнении Кибби, может быть, не слишком умён, но он очень симпатичен, и актёр заставляет нас сопереживать всему, что происходит с его персонажем». Как добавляет Эриксон, «кажется, что Кибби был рождён для этой роли».

Год спустя Кибби сыграл честного, почти героического артиллериста, в исторической приключенческой ленте «Одиссея капитана Блада» (1935) с Эрролом Флинном в главной роли. 

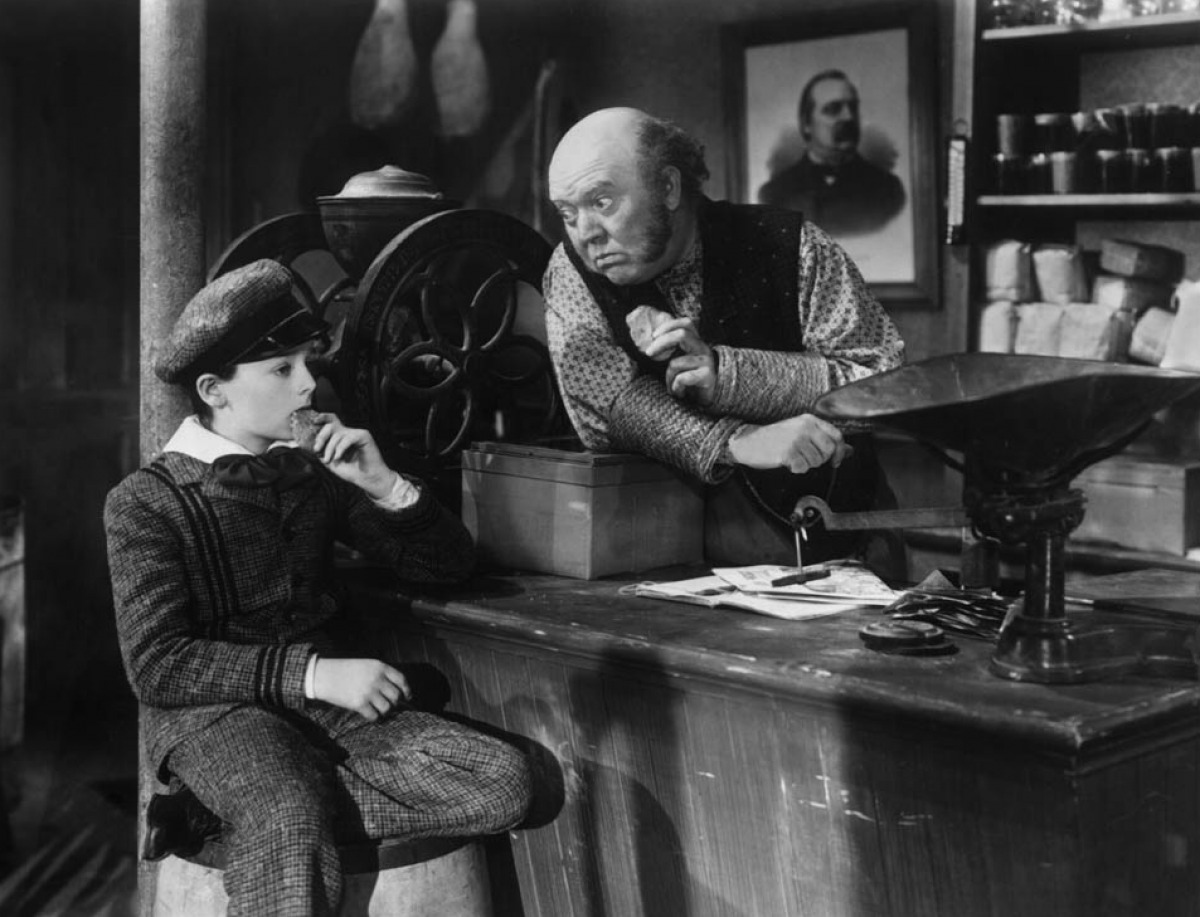
Фредди Бартоломью и Гай Кибби в фильме «Юный лорд Фаунтлерой» (1936)

 Позднее, в сатирическом фильме Фрэнка Капры «Мистер Смит едет в Вашингтон» (1939) Кибби исполнил роль продажного губернатора одного из штатов, который выдвигает на должность сенатора неопытного политика (Джеймс Стюарт), рассчитывая, что тот станет марионеткой в руках местных политических боссов, однако вопреки ожиданиям молодой политик добивается проведения в штате прогрессивных политических реформ.

В 1940 году Кибби сыграл роль мистера Уэбба, редактора газеты в Нью-Гемпшире и отца главной героини, в мелодраме «Наш городок» (1940) по одноимённой пьесе Торнтона Уайлдера. В 1941-43-х годах Кибби сыграл заглавную роль в шести фильмах комедийного киносериала о Скаттергуде Бейнсе, предприимчивом жителе небольшого городка в Новой Англии, которые были поставлены на студии RKO Pictures. 

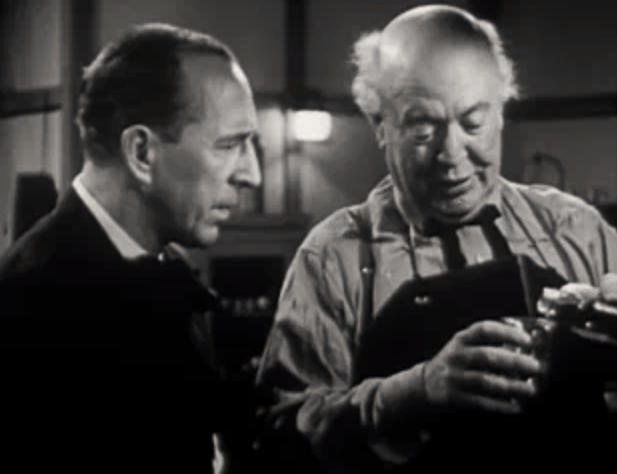
Чарльз Баттерворт и Гай Кибби в фильме «Праздник в южных штатах» (1944)

 В дальнейшем Кибби сыграл серию ролей в малозаметных фильмах, таких как криминальная мелодрама «Сила прессы» (1943), музыкальная комедия «Труба играет в полночь» (1945) и вестерн «По дороге в Санта-Фе» (1947). Кибби завершил свою голливудскую карьеру, сыграв в двух вестернах Джона Форда — «Форт Апачи» и «Три крёстных отца» (оба — 1948), главную роль в обоих фильмах сыграл Джон Уэйн.

## Карьера после ухода из кинематографа
Как пишет Алиперти, после окончания кинокарьеры «Кибби недолго поработал на телевидении, но чувствовал себя там не в своей тарелке. Значительно большее наслаждение ему доставило возвращение на сцену, где он был звездой репертуарных театров».
Кроме того, начиная с 1950 года, Кибби стал регулярно выступать на радио, в частности, рассказывал в эфире рыбацкие и охотничьи истории, которые присылали слушатели его шоу. Он говорил: «Вы поразитесь, сколько приятных писем я получаю после этих программ». Также Кибби выступал в клубах как рассказик. Как говорил о своей жизни в этот период сам актёр: «Этим летом я сыграл в паре спектаклей, выступил на паре сельских ярмарок со своими монологами, и в целом хорошо и выгодно провёл время».

## Актёрское амплуа и оценка творчества
Как пишет Хэл Эриксон, Кибби был «пухлым, пучеглазым» актёром, который «начал играть ещё подростком на речных кораблях, курсирующих на Миссисипи», после чего на протяжении двух десятилетий был театральным актёром, выступая в театрах по всей стране.
В 1931 году Кибби пришёл в кино, став, по словам Алиперти, «одним из самых популярных и любимых характерных актёров 1930-х и 1940-х годов». Он «специализировался на ролях добрых весёлых парней, отцов семейств, а также не особенно умных бизнесменов и правительственных чиновников более чем в 100 голливудских фильмах». Как отмечает Алиперти, «иногда он был распутным, иногда его не надо было воспринимать слишком серьёзно. Именно последнее качество к нему прицепилось и привело к тому, что Кибби провёл карьеру, играя папочек, судей и копов. Близкий к народу, выглядящий не слишком умным, иногда он оказывался самым умным».
Более всего Кибби за помнился по криминальным мелодрамам и мюзиклам студии Warner Bros 1930-х годов, где его партнёрами часто были Джеймс Кэгни, Хамфри Богарт, Эдвард Робинсон, Уоррен Уильям, Бетт Дейвис и другие ведущие актёры студии того времени. Кибби снялся в пяти фильмах, которые были номинированы на «Оскар», среди них «42-я улица» (1933), «Леди на один день» (1933), «Одиссея капитана Блада» (1935), «Мистер Смит едет в Вашингтон» (1939) и «Наш городок» (1940).

## Личная жизнь
Гай Кибби был женат дважды. Его первой женой была Хелен Шэй, их брак продлился с 1918 по 1923 год. Брак со второй женой Барбарой «Брауни» Рид продлился с 1925 по 1956 год. От первого брака у него было четверо детей, и от второго — трое.
Кибби был старшим братом актёра Милтона Кибби, дядей актрисы Лоис Кибби и отцом ректора Городского университета Нью-Йорка Чарльза Кибби.
По словам Алиперти, Кибби был известен как гурман, он любил карты, гольф, бейсбол и футбол. Как вспоминал журналист Генри Маклемор, «он был великолепным гольфистом и прекрасно играл в джин-рамми». По словам Маклермора, Кибби всегда рано вставал, так как «не хотел терять ни минуты времени,… и он был по-настоящему приятным человеком».

## Смерть
Он продолжал работать на радио вплоть до марта 1953 года, и лишь в конце года в газетах появилось сообщение, что Кибби серьёзно болен, и как позднее выяснилось, это болезнь Паркинсона. Он провёл девять месяцев в Институте здоровья в Рае, Нью-Йорк, откуда его направили в Ист-Айcлип в штате Нью-Йорк, в дом для больных и нуждающихся актёров, который содержал Актёрский фонд Америки. В течение года Кибби был прикован к постели. Гай Кибби умер в Ист-Айcлипе 24 мая 1956 года.

## Фильмография
| Год       |     | Русское название                                     | Оригинальное название                        | Роль                                |
| --------- | --- | ---------------------------------------------------- | -------------------------------------------- | ----------------------------------- |
| 1929      | кор | На продажу                                           | For Sale                                     | мистер Харт (в титрах не указан)    |
| 1931      | ф   | Похищенный рай                                       | Stolen Heaven                                | комиссар полиции                    |
| 1931      | ф   | Человек из высшего общества                          | Man of the World                             | Гарри Тейлор                        |
| 1931      | ф   | Городские улицы                                      | City Streets                                 | Поп Кули                            |
| 1931      | ф   | Смеющиеся грешники                                   | Laughing Sinners                             | Кэсс Уилер                          |
| 1931      | ф   | Интермедия                                           | Side Show                                    | полковник Гауди                     |
| 1931      | ф   | Новые приключения быстро разбогатевшего Уоллингфорда | New Adventures of Get Rich Quick Wallingford | Макгонигал                          |
| 1931      | ф   | Высоко взлетел                                       | Flying High                                  | мистер Смит                         |
| 1931      | ф   | Безумная блондинка                                   | Blonde Crazy                                 | А. Руперт Джонсон-младший           |
| 1932      | ф   | Вокзал «Юнион Депо»                                  | Union Depot                                  | Царапина металлолома                |
| 1932      | ф   | Такси!                                               | Taxi!                                        | Поп Райли                           |
| 1932      | ф   | Под сильным давлением                                | High Pressure                                | Клиффорд Грей                       |
| 1932      | ф   | Пожарный, спаси моего ребёнка                        | Fireman, Save My Child                       | Поп Девлин                          |
| 1932      | ф   | Прожигательница жизни                                | Play-Girl                                    | «Финки» Финкелвальд                 |
| 1932      | ф   | Толпа ревёт                                          | The Crowd Roars                              | Поп Грир                            |
| 1932      | ф   | Адвокат                                              | The Mouthpiece                               | бармен                              |
| 1932      | ф   | Две секунды                                          | Two Seconds                                  | букмекер                            |
| 1932      | ф   | Странная любовь Молли Лувен                          | The Strange Love of Molly Louvain            | Поп, полицейский                    |
| 1932      | ф   | Тёмная лошадка                                       | The Dark Horse                               | Закари Хикс                         |
| 1932      | ф   | Победитель забирает все                              | Winner Take All                              | Поп Слэвин                          |
| 1932      | ф   | Певец                                                | Crooner                                      | Пьяница Майк с мегафоном            |
| 1932      | ф   | Блюз большого города                                 | Big City Blues                               | Хаммелл, штатный детектив           |
| 1932      | ф   | Дождь                                                | Rain                                         | Джо Хорн                            |
| 1932      | ф   | Багряная заря                                        | Scarlet Dawn                                 | мистер Мёрфи                        |
| 1932      | ф   | Захватчики                                           | The Conquerors                               | доктор Блейк                        |
| 1932      | ф   | Центральный парк                                     | Central Park                                 | полицейский Чарли Кэбот             |
| 1933      | ф   | 42-я улица                                           | 42nd Street                                  | Абнер Диллон                        |
| 1933      | ф   | Пропавшая девушка                                    | Girl Missing                                 | Кеннет Ван Дьюзен                   |
| 1933      | ф   | Лилли Тёрнер                                         | Lilly Turner                                 | док Питер Макгилл                   |
| 1933      | ф   | Золотоискатели 1933-го года                          | Gold Diggers of 1933                         | Фэнёл Х. Пибади                     |
| 1933      | ф   | Жизнь Джимми Долана                                  | The Life of Jimmy Dolan                      | Флэксер                             |
| 1933      | ф   | Шёлковый экспресс                                    | The Silk Express                             | железнодорожный детектив Макдафф    |
| 1933      | ф   | Леди на один день                                    | Lady for a Day                               | судья Блейк                         |
| 1933      | ф   | Парад в огнях рампы                                  | Footlight Parade                             | Гоулд                               |
| 1933      | ф   | Гаванские вдовы                                      | Havana Widows                                | дьякон Р. Джонс                     |
| 1933      | ф   | Мир меняется                                         | The World Changes                            | Джеймс Клэффлин                     |
| 1933      | ф   | Город согласия                                       | Convention City                              | Джордж Эллерби                      |
| 1934      | ф   | Легко любить                                         | Easy to Love                                 | мировой судья                       |
| 1934      | ф   | Чудо-бар                                             | Wonder Bar                                   | Симпсон                             |
| 1934      | ф   | Гарольд Тин                                          | Harold Teen                                  | Джо «Па» Лавуэлл                    |
| 1934      | ф   | Весёлые жёны Рино                                    | Merry Wives of Reno                          | Том                                 |
| 1934      | ф   | Весёлые Фринки                                       | The Merry Frinks                             | дядя Ньют Фринк                     |
| 1934      | ф   | Дамы                                                 | Dames                                        | Хорас                               |
| 1934      | ф   | Сердечный Герберт                                    | Big Hearted Herbert                          | Герберт                             |
| 1934      | ф   | Бэббит                                               | Babbitt                                      | Джордж Ф. Бэббитт                   |
| 1935      | ф   | Пока пациент спал                                    | While the Patient Slept                      | детектив, лейтенант Лэнс О’Лири     |
| 1935      | ф   | Папа Мэри Джейн                                      | Mary Jane's Pa                               | Сэм Престон                         |
| 1935      | ф   | Становясь снобом                                     | Going Highbrow                               | Мэтт Апшоу                          |
| 1935      | ф   | Не ставь на блондинок                                | Don't Bet on Blondes                         | полковник Джефферсон Дейвис Янгблад |
| 1935      | ф   | Я живу ради любви                                    | I Live for Love                              | Хендерсон                           |
| 1935      | ф   | Одиссея капитана Блада                               | Captain Blood                                | Хэгторп                             |
| 1936      | ф   | Юный лорд Фаунтлерой                                 | Little Lord Fauntleroy                       | мистер Хоббс                        |
| 1936      | ф   | Капитан Январь                                       | Captain January                              | капитан Январь                      |
| 1936      | ф   | Я вышла замуж за врача                               | I Married a Doctor                           | Сэмюэл Кларк                        |
| 1936      | ф   | Большой шум                                          | The Big Noise                                | Джулиус Трент                       |
| 1936      | ф   | Тракторы «Эртворм»                                   | Earthworm Tractors                           | Сэм Джонсон                         |
| 1936      | ф   | М’Лисс                                               | M'Liss                                       | Уошу Смит                           |
| 1936      | ф   | Сын капитана                                         | The Captain's Kid                            | Эйса Планкетт                       |
| 1936      | ф   | Трое на лошади                                       | Three Men on a Horse                         | Карвер                              |
| 1937      | ф   | Мама выходит вперёд                                  | Mama Steps Out                               | Леонард «Лен» Каппи                 |
| 1937      | ф   | Не говори жене                                       | Don't Tell the Wife                          | Малкольм Дж. «Динки» Уинторп        |
| 1937      | ф   | Джим Хэнви, детектив                                 | Jim Hanvey, Detective                        | Джеймс Улфорд «Джим» Хэнви          |
| 1937      | ф   | Горная справедливость                                | Mountain Justice                             | доктор Джон Алоизиус Барнард        |
| 1937      | ф   | Поездка по воздуху                                   | Riding on Air                                | Дж. Рутерфорд «Док» Уэддингтон      |
| 1937      | ф   | Большая шишка                                        | The Big Shot                                 | доктор Бертрам «Док»/»Симмзи» Симмс |
| 1937      | ф   | Негодяй из Бримстоуна                                | The Bad Man of Brimstone                     | Эйт Болл Харрисон                   |
| 1938      | ф   | Из человеческих сердец                               | Of Human Hearts                              | Джордж Эймс                         |
| 1938      | ф   | Радость жизни                                        | Joy of Living                                | Деннис                              |
| 1938      | ф   | Три товарища                                         | Three Comrades                               | Альфонс                             |
| 1938      | ф   | Богач, бедняжка                                      | Rich Man, Poor Girl                          | Па                                  |
| 1938      | ф   | Нэнси любит троих                                    | Three Loves Has Nancy                        | Па Бриггс                           |
| 1939      | ф   | Друзья и враги Америки                               | Let Freedom Ring                             | Дэвид Бронсон                       |
| 1939      | ф   | Этот замечательный мир                               | It's a Wonderful World                       | Фред «Кэп» Стритер                  |
| 1939      | ф   | Дети в доспехах                                      | Babes in Arms                                | судья Блэк                          |
| 1939      | ф   | Мистер Смит едет в Вашингтон                         | Mr. Smith Goes to Washington                 | губернатор Хоппер                   |
| 1939      | ф   | Маленький плохой ангел                               | Bad Little Angel                             | Лютер Марвин                        |
| 1939      | ф   | Генри едет в Аризону                                 | Henry Goes Arizona                           | судья Ван Трис                      |
| 1940      | ф   | Наш городок                                          | Our Town                                     | мистер Уебб                         |
| 1940      | ф   | Улица воспоминаний                                   | Street of Memories                           | Гарри Брент                         |
| 1940      | ф   | Чад Ханна                                            | Chad Hanna                                   | Хьюгонайн                           |
| 1941      | ф   | Скеттергуд Бейнс                                     | Scattergood Baines                           | Скеттергуд Бейнс                    |
| 1941      | ф   | Скеттергуд дёргает за ниточки                        | Scattergood Pulls the Strings                | Скеттергуд Бейнс                    |
| 1941      | ф   | Скеттергуд знакомится с Бродвеем                     | Scattergood Meets Broadway                   | Скеттергуд Бейнс                    |
| 1941      | ф   | Всё началось с Евы                                   | It Started with Eve                          | епископ Максвелл                    |
| 1941      | ф   | Проект для скандала                                  | Design for Scandal                           | судья Грэм                          |
| 1942      | ф   | Скеттергуд поднимается высоко                        | Scattergood Rides High                       | Скеттергуд Бейнс                    |
| 1942      | ф   | Воскресный пунш                                      | Sunday Punch                                 | «Попс» Мюллер                       |
| 1942      | ф   | Мисс Анни Руни                                       | Miss Annie Rooney                            | дедушка                             |
| 1942      | ф   | Каждую минуту рождается человек                      | There's One Born Every Minute                | Лестер Кэдваладер-старший           |
| 1942      | ф   | Тиш                                                  | Tish                                         | судья Хорас Боузер                  |
| 1942      | ф   | В этот раз и навсегда                                | This Time for Keeps                          | Гарри Брайант                       |
| 1942      | ф   | Свист на Юге                                         | Whistling in Dixie                           | судья Джордж Ли                     |
| 1942      | ф   | Скеттергуд выживает при убийстве                     | Scattergood Survives a Murder                | Скеттергуд Бейнс                    |
| 1943      | ф   | Золушка и свинг                                      | Cinderella Swings It                         | Скеттергуд Бейнс                    |
| 1943      | ф   | Сила прессы                                          | Power of the Press                           | Улисс Брэдфорд                      |
| 1943      | ф   | Сумасшедшая девчонка                                 | Girl Crazy                                   | дьякон Финис Армор                  |
| 1944      | ф   | Праздник в южных штатах                              | Dixie Jamboree                               | капитан Джексон с «Эллабеллы»       |
| 1945      | ф   | Звуки горна в полночь                                | The Horn Blows at Midnight                   | директор радио                      |
| 1946      | ф   | Ковбойский блюз                                      | Cowboy Blues                                 | Дасти Нельсон                       |
| 1946      | ф   | Пение на тропе                                       | Singing on the Trail                         | Дасти Уайатт                        |
| 1946      | ф   | Джентльмен Джо Палука                                | Gentleman Joe Palooka                        | дядя Чарли                          |
| 1946      | ф   | Лунный свет одинокой звезды                          | Lone Star Moonlight                          | Амос Нортон                         |
| 1947      | ф   | По тропе на Санта-Фе                                 | Over the Santa Fe Trail                      | Бискитс                             |
| 1947      | ф   | Рыжий жеребец                                        | The Red Stallion                             | Эд Томпсон                          |
| 1947      | ф   | Роман Роузи Ридж                                     | The Romance of Rosy Ridge                    | Кэл Бэггетт                         |
| 1948      | ф   | Форт Апачи                                           | Fort Apache                                  | капитан доктор Уилкенс              |
| 1948      | ф   | 3 крёстных отца                                      | 3 Godfathers                                 | судья                               |
| 1948      | с   | Телевизионный театр «Крафт»                          | Kraft Television Theatre                     | 1 эпизод                            |
| 1949—1950 | с   | Телевизионный театр «Шевроле»                        | The Chevrolet Tele-Theatre                   | 4 эпизода                           |
| 1950      | с   | Шоу Билли Роуза                                      | The Billy Rose Show                          | 1 эпизод                            |